# Голд, Майкл
Майкл Голд (также Майк Голд, англ. Michael Gold; настоящие имя и фамилия Ицик (Ицхок, Айзек) Гранич; 12 апреля 1894 года, Нью-Йорк — 14 мая 1967 года, Терра Линда, Калифорния) — американский писатель, критик и журналист.

## Биография
Ицик (Ицхок) Голд родился в семье еврейских эмигрантов из Бессарабии на Нижнем Истсайде Манхэттена. Его отец — Хаим Гранич — был маляром, который остался калекой в результате падения со строительных лесов; после неудачной попытки заняться пошивом мужских подтяжек, он был вынужден поддерживать четверых детей мелочной уличной торговлей; мать — Гитл Шварц (в замужестве Гранич) — была домохозяйкой. Брат Майкла Голда, Макс (Мэнни) Гранич (1896—1987) — деятель Коммунистической партии США. В школе Голд сменил имя на Ирвинг (Irving), затем на более американизированное Ирвин (Irwin), и только через несколько лет после начала журналистской карьеры, в 1921 году, взял псевдоним Майкл Голд.
Сменил много профессий. Участвовал в левом политическом движении США. Литературную деятельность начал в 1916 году. В феврале 1921 года в журнале «Мэссиз» (см. en:The Masses) опубликовал программную статью «За пролетарское искусство». После запрещения журнала стал одним из редакторов «Либерейтора» (см. en:The Liberator (magazine)). Принимал участие в конференции революционных писателей мира в Харькове в 1929 году и в Конгрессе защиты культуры в Париже в 1935, где встречался с Исааком Бабелем. Был сотрудником, а затем и редактором журнала «Нью мэссиз» (см. en:The New Masses). Известность получила опубликованная в журнале его статья «Гертруда Стайн: Литературный идиот» (Gertrude Stein: A Literary Idiot). Будучи членом Коммунистической партии США, регулярно писал для «Дейли уоркер».
Автобиографическая книга «Евреи без денег» (Jews Without Money, 1930; в русском переводе «Еврейская беднота», 1931), при жизни автора переведённая на 14 языков, положила начало «американскому пролетарскому роману». Опубликовал сборник рассказов и стихов «120 миллионов» (120 Million, 1929), сборник публицистических работ «Изменим мир!» (Change the World! , 1936), сборник статей «Полые люди» (The Hollow Men, 1941), цикл стихов «Весна в Бронксе» (Spring in the Bronx, 1952). Среди других произведений — пьеса «Боевой гимн» (Battle Hymn, 1936, совместно с Майклом Блэнкфортом, в русском переводе «Джон Браун», 1937), воспевающая борца за отмену рабства Джона Брауна и первая монография, посвящённая творчеству Давида Бурлюка «Давид Бурлюк: художник-исследователь, отец русского футуризма» (David Burliuk: Artist-scholar, Father of Russian Futurism, 1944).
После смерти писателя художница Элис Нил создала картину «Памяти Майкла Голда» (“Mike Gold in Memoriam”, 1967).

## Сочинения
- Голд Майкл. Проклятый агитатор. Пер. с англ. Марка Волосова. М., «Недра», 1925. - 185 с.
- Голд Майкл. 120 миллионов. Пер. с англ. М. Волосова. Обложка худ. А. М. Сурикова. М.-Л., Земля и Фабрика, 1930. - 184 с., илл.
- Голд М. Еврейская беднота. Пер. с англ. М. Волосова. М.-Л., Государственное издательство художественной литературы, 1931. - 308 с.
- Голд Майкл, Литература современной Америки. // «Литература мировой революции», 1931, № 4.
- Голд Майкл. Ист-Сайд. М., Молодая гвардия, 1932.
- Голд Майкл. Пролетарская и революционная литература Америки (Из стенограммы II конференции революционных писателей мира). В кн.: Литература мировой революции. [Сб.]. М.-Л., 1932. - С. 170-171.
- Зенкевич М., Кашкин И. Поэты Америки XX в. Антология. М., 1939.
- Голд Майкл. Шахтёр (рассказ, перевод Н. Емельянниковой). В кн.: Рассказы американских писателей. Составитель Н. Самохвалов. М., Государственное издательство художественной литературы, 1954.
- Поэзия США: Сборник. Переводы с английского. Сост, вступ., статья, коммент. А. Зверева. М., Художественная литература, 1982. (Библиотека литературы США). - С. 578-582.